# Semidalis panamensis
Semidalis panamensis är en insektsart som beskrevs av Meinander 1974. Semidalis panamensis ingår i släktet Semidalis och familjen vaxsländor. Inga underarter finns listade i Catalogue of Life.